# Synagogue Chivtei Israël
La synagogue Chivtei Israël est un lieu de culte juif situé 12 cité Moynet dans le 12e arrondissement de Paris.